# 恵那櫻徹
恵那櫻 徹（えなざくら とおる、1960年7月29日 - ）は、岐阜県恵那郡坂下町（※現役当時、現・同県中津川市）出身で押尾川部屋に所属した元大相撲力士。本名は早川 徹（はやかわ とおる）。最高位は西前頭筆頭（1990年11月場所）。現役時代の体格は180cm、135kg。得意手は右四つ、突っ張り、押し。
一時「恵那桜」と新字の「桜」を使った時期もあったが、本記事では便宜上「恵那櫻」の表記で通す。

## 来歴・人物
岐阜県立恵那北高等学校（※2007年3月限りで廃校となり、岐阜県立中津高等学校へ統合）を中退後、押尾川部屋に入門。もともとは料理人志望で、中学卒業後は料理の専門学校に通うつもりでいた。入門の動機は、押尾川親方（元大関・大麒麟）から勧誘を受けた時に「力士になれば、ちゃんこ料理を作れるよ」と言われた事だという。なお、父親はタクシー運転手であった。
1977年3月場所にて、16歳で初土俵を踏んだ。当初の四股名は、本名でもある「早川」。同部屋の同期生には騏乃嵐、佐賀昇がおり、3人とも幕内まで出世した（ただし、3人が同時に幕内に在位した事はない）。
1986年3月、25歳で十両に昇進。
その後、暫くは十両にいたが、1987年11月場所で新入幕を果たした。入幕時の年齢は、27歳であった。
1988年3月場所では上位で4勝11敗と大きく負け越したが、朝潮・北天佑・小錦と3大関を破っている。1989年5月場所では10勝5敗と二桁勝利を挙げ、敢闘賞を受賞した。1990年11月場所では、最高位となる西前頭筆頭まで番付を上げた。
横綱には勝てなかったものの、大関・小錦には2戦2勝と一度も負けなかった。
真面目な性格で稽古熱心。回転のいい突っ張りに威力があったが、現役晩年に肘を痛めた事もあり、三役にはあと一歩届かなかった。しかし晩年は骨折を押してまで本場所に出場し、十両優勝を成し遂げた事もあった。
因みに四股名の由来は、故郷の岐阜県恵那郡と、憧れの力士であった関脇富士櫻である。
序ノ口から一度も休まず相撲を取り続け、1994年7月場所を最後に33歳で引退。
引退後は年寄「錣山」を襲名（後、「竹縄」に名跡変更）し、押尾川部屋付きの親方として後輩達を指導していたが、1999年7月に日本相撲協会を退職した。
その後、相撲料理店「ちゃんこ 恵那櫻」を経営したが、現在は店を閉めている。

## 主な成績・記録
- 通算成績：555勝565敗 勝率.496
- 幕内成績：175勝215敗 勝率.449
- 現役在位：105場所
- 幕内在位：26場所
- 連続出場：1120回（序ノ口以来無休、1977年5月場所-1994年7月場所）
- 三賞：1回
  - 敢闘賞：1回（1989年5月場所）
- 各段優勝
  - 十両優勝：1回（1992年3月場所）

### 場所別成績
| | 一月場所 初場所（東京） | 三月場所 春場所（大阪） | 五月場所 夏場所（東京） | 七月場所 名古屋場所（愛知） | 九月場所 秋場所（東京） | 十一月場所 九州場所（福岡） |
| --- | ----------------------- | ----------------------- | ----------------------- | --------------------------- | ----------------------- | --------------------------- |
| 1977年 （昭和52年） | x                       | （前相撲）              | 東序ノ口8枚目 4–3       | 西序二段79枚目 5–2          | 西序二段45枚目 3–4      | 西序二段53枚目 2–5          |
| 1978年 （昭和53年） | 西序二段78枚目 6–1      | 西序二段16枚目 2–5      | 西序二段40枚目 5–2      | 東序二段5枚目 3–4           | 東序二段21枚目 3–4      | 西序二段28枚目 5–2          |
| 1979年 （昭和54年） | 東三段目89枚目 4–3      | 西三段目72枚目 1–6      | 東序二段11枚目 5–2      | 西三段目68枚目 3–4          | 東三段目83枚目 5–2      | 東三段目54枚目 4–3          |
| 1980年 （昭和55年） | 東三段目42枚目 3–4      | 東三段目55枚目 3–4      | 西三段目68枚目 5–2      | 東三段目38枚目 4–3          | 西三段目22枚目 4–3      | 東三段目5枚目 4–3           |
| 1981年 （昭和56年） | 西幕下50枚目 4–3        | 西幕下35枚目 2–5        | 西幕下50枚目 4–3        | 西幕下38枚目 4–3            | 西幕下30枚目 3–4        | 西幕下37枚目 2–5            |
| 1982年 （昭和57年） | 東三段目2枚目 4–3       | 西幕下51枚目 2–5        | 西三段目14枚目 5–2      | 西幕下48枚目 5–2            | 西幕下27枚目 2–5        | 西幕下45枚目 5–2            |
| 1983年 （昭和58年） | 東幕下30枚目 4–3        | 東幕下26枚目 2–5        | 西幕下50枚目 4–3        | 西幕下40枚目 6–1            | 東幕下15枚目 3–4        | 東幕下23枚目 4–3            |
| 1984年 （昭和59年） | 東幕下15枚目 3–4        | 東幕下24枚目 4–3        | 西幕下15枚目 3–4        | 西幕下21枚目 5–2            | 西幕下11枚目 4–3        | 西幕下8枚目 2–5             |
| 1985年 （昭和60年） | 東幕下26枚目 3–4        | 東幕下36枚目 4–3        | 東幕下25枚目 4–3        | 東幕下17枚目 4–3            | 西幕下12枚目 4–3        | 東幕下10枚目 5–2            |
| 1986年 （昭和61年） | 東幕下3枚目 5–2         | 西十両13枚目 10–5       | 東十両7枚目 8–7         | 西十両4枚目 5–10            | 東十両9枚目 10–5        | 西十両5枚目 9–6             |
| 1987年 （昭和62年） | 西十両3枚目 5–10        | 西十両9枚目 8–7         | 東十両6枚目 9–6         | 東十両3枚目 8–7             | 東十両2枚目 9–6         | 東前頭13枚目 9–6            |
| 1988年 （昭和63年） | 東前頭8枚目 8–7         | 東前頭3枚目 4–11        | 西前頭11枚目 8–7        | 東前頭8枚目 8–7             | 西前頭3枚目 3–12        | 東前頭12枚目 8–7            |
| 1989年 （平成元年） | 東前頭8枚目 6–9         | 東前頭11枚目 7–8        | 西前頭12枚目 10–5 敢    | 西前頭5枚目 6–9             | 西前頭7枚目 6–9         | 東前頭13枚目 9–6            |
| 1990年 （平成2年） | 西前頭5枚目 6–9         | 東前頭11枚目 8–7        | 西前頭5枚目 6–9         | 西前頭10枚目 8–7            | 西前頭7枚目 8–7         | 西前頭筆頭 3–12             |
| 1991年 （平成3年） | 東前頭12枚目 10–5       | 西前頭4枚目 4–11        | 東前頭14枚目 10–5       | 東前頭6枚目 3–12            | 西前頭14枚目 7–8        | 東十両筆頭 4–11             |
| 1992年 （平成4年） | 東十両10枚目 8–7        | 東十両8枚目 優勝 11–4   | 東十両筆頭 9–6          | 西前頭13枚目 4–11           | 西十両4枚目 5–10        | 東十両10枚目 10–5           |
| 1993年 （平成5年） | 西十両5枚目 10–5        | 西前頭15枚目 6–9        | 東十両4枚目 9–6         | 西十両2枚目 8–7             | 東十両2枚目 6–9         | 東十両6枚目 6–9             |
| 1994年 （平成6年） | 東十両10枚目 7–8        | 東十両11枚目 3–12       | 西幕下10枚目 2–5        | 西幕下27枚目 引退 3–4–0     | x                       | x                           |
| 各欄の数字は、「勝ち-負け-休場」を示す。 優勝 引退 休場 十両 幕下 三賞：敢=敢闘賞、殊=殊勲賞、技=技能賞 その他：★=金星 番付階級：幕内 - 十両 - 幕下 - 三段目 - 序二段 - 序ノ口 幕内序列：横綱 - 大関 - 関脇 - 小結 - 前頭（「#数字」は各位内の序列） |                         |                         |                         |                             |                         |                             |

## 幕内対戦成績
| 力士名   | 勝数 | 負数 | 力士名     | 勝数  | 負数 | 力士名   | 勝数 | 負数 | 力士名   | 勝数 | 負数 |
| -------- | ---- | ---- | ---------- | ----- | ---- | -------- | ---- | ---- | -------- | ---- | ---- |
| 蒼樹山   | 1    | 0    | 安芸ノ島   | 0     | 2    | 朝潮     | 1    | 1    | 旭里     | 0    | 1    |
| 旭富士   | 0    | 4    | 板井       | 6     | 6    | 巨砲     | 9    | 9    | 大乃国   | 0    | 2    |
| 大若松   | 0    | 1    | 小城ノ花   | 3     | 2    | 春日富士 | 4    | 5    | 北勝鬨   | 2    | 2    |
| 旭豪山   | 2    | 1    | 旭道山     | 6     | 4    | 鬼雷砲   | 0    | 1    | 霧島     | 4    | 5    |
| 起利錦   | 3    | 5    | 麒麟児     | 1     | 0    | 久島海   | 3    | 3    | 剣晃     | 0    | 2    |
| 高望山   | 2    | 3    | 琴稲妻     | 10(1) | 6    | 琴ヶ梅   | 2    | 2    | 琴椿     | 2    | 1    |
| 琴錦     | 4    | 1    | 琴の若     | 1     | 2    | 琴富士   | 4    | 7    | 小錦     | 2    | 0    |
| 駒不動   | 1    | 0    | 逆鉾       | 3     | 4    | 佐田の海 | 2    | 0    | 薩洲洋   | 4    | 7    |
| 陣岳     | 8    | 2    | 大輝煌     | 1     | 0    | 太寿山   | 4    | 5    | 大翔山   | 0    | 3    |
| 大善     | 0    | 1    | 大徹       | 1     | 5    | 貴闘力   | 1    | 2    | 孝乃富士 | 5    | 8    |
| 隆三杉   | 7    | 11   | 多賀竜     | 6     | 3    | 大刀光   | 0    | 1    | 立洸     | 0    | 1    |
| 玉龍     | 2    | 2    | 千代の富士 | 0     | 2    | 常の山   | 2    | 0    | 寺尾     | 4    | 7    |
| 出羽の花 | 1    | 1    | 闘竜       | 0     | 1    | 時津洋   | 0    | 1    | 栃司     | 2    | 7    |
| 栃乃和歌 | 1    | 7    | 巴富士     | 2     | 1    | 豊ノ海   | 6    | 7    | 南海龍   | 1    | 0    |
| 花乃湖   | 1    | 4    | 花ノ国     | 4     | 4    | 富士乃真 | 2    | 5    | 北天佑   | 1    | 2    |
| 北勝海   | 0    | 3    | 星岩涛     | 1     | 0    | 舞の海   | 0    | 1    | 前乃臻   | 2    | 0    |
| 三杉里   | 5    | 7    | 水戸泉     | 2     | 1    | 龍興山   | 1    | 0    | 両国     | 5    | 5    |
| 若瀬川   | 4    | 7    | 若花田     | 1     | 3    |          |      |      |          |      |      |

## 改名歴
- 早川 徹（はやかわ とおる）1977年5月場所 - 1980年3月場所
- 恵那桜 徹（えなざくら - ）1980年5月場所 - 1986年1月場所
- 恵那櫻 徹（えなざくら - ）1986年3月場所 - 1994年7月場所

## 年寄変遷
- 錣山 徹（しころやま とおる）1994年7月 - 1995年11月
- 竹縄 徹（たけなわ - ）1995年11月 - 1999年7月